# Basket Club Souffelweyersheim
Il Basket Club Souffelweyersheim è stata una società cestistica avente sede a Souffelweyersheim, in Francia. Fondata nel 1945, ha giocato nel campionato francese fino al 2021, anno in cui si è fusa con altri quattro club alsaziani nell'Alliance Sport Alsace.
Disputava le partite interne nel Gymnase de la Rotonde, che ha una capacità di 1.500 spettatori.